# Chrysopogon rigidus
Chrysopogon rigidus är en gräsart som först beskrevs av Bryan Kenneth Simon, och fick sitt nu gällande namn av Jan Frederik Veldkamp. Chrysopogon rigidus ingår i släktet Chrysopogon och familjen gräs. Inga underarter finns listade i Catalogue of Life.